# Життєдайне джерело Богородиці
Життєдайне джерело Богородиці — гідрологічна пам'ятка природи місцевого значення в Україні. Об'єкт розташований на території Черняхівського району Житомирської області, учгосп «Україна», 3 км від смт Черняхів, 400 м ліворуч дороги Черняхів — Пулини. 
Площа — 0,1 га, статус отриманий у 2000 році.